# Cratere Ezraela
Ezraela  è un cratere sulla superficie di Venere.